# Petra Dugardein
Petra Dugardein (Zierikzee, 14 april 1977) is een voormalig Nederlands voetballer die onder meer uitkwam voor Willem II, ADO Den Haag, het militaire vrouwenelftal en het Nederlands vrouwenvoetbalelftal.
1: Geurts ·
2: Bito ·
3: Koster ·
4: Meulen ·
5: Hogewoning ·
6: Hoogendijk ·
7: Kiesel-Griffioen ·
8: Van de Ven ·
9: Melis ·
10: Stevens ·
11: Smit · 12: Brummel · 13: Christ · 14: De Boer · 15: Van den Heiligenberg · 16: Dugardein · 17: Spitse · 18: De Vries · 19: Pieëte · 20: Van Dalen · 21: De Ridder · 22: Van de Sanden · Coach: Pauw